# Сладжан Джорджевич
Сладжан Джорджевич (на сръбски: Слађан Ђорђевић) е генерал-майор в армията на Република Сърбия.

## Биография
Сладжан Джорджевич е роден на 2 март 1965 година в град Крагуевац. През 1980 година завършва основно училище в село Баточина, а през 1984 година завършва средно техническо училище в град Крагуевац. През 1988 година завършва Военната академия.
На 12 февруари 2012 година е повишен в званието генерал-майор.